# Upplands Väsby (stacja kolejowa)
Upplands Väsby – stacja kolejowa w Upplands Väsby, w regionie Sztokholm, w Szwecji. Znajduje się na Ostkustbanan, 24,4 km od Dworca Centralnego w Sztokholmie. Jest to jedyna stacja w miejscowości i położona jest pomiędzy Rotebro i Rosersberg. Stacja posiada dwa perony wyspowe i dwie hale biletowe, na północy z wejściem od tunelu dla pieszych i na południu w sąsiedztwie dworca autobusowego. W latach 2006–2012 był także południowym krańcem dla pociągów Upptåget zarządzanych przez Upplands Lokaltrafik. Na północ od stacji znajdują się tory odstawcze, gdzie stacjonują pociągi podmiejskie.
Dziennie obsługuje około 7 700 pasażerów.

## Galeria

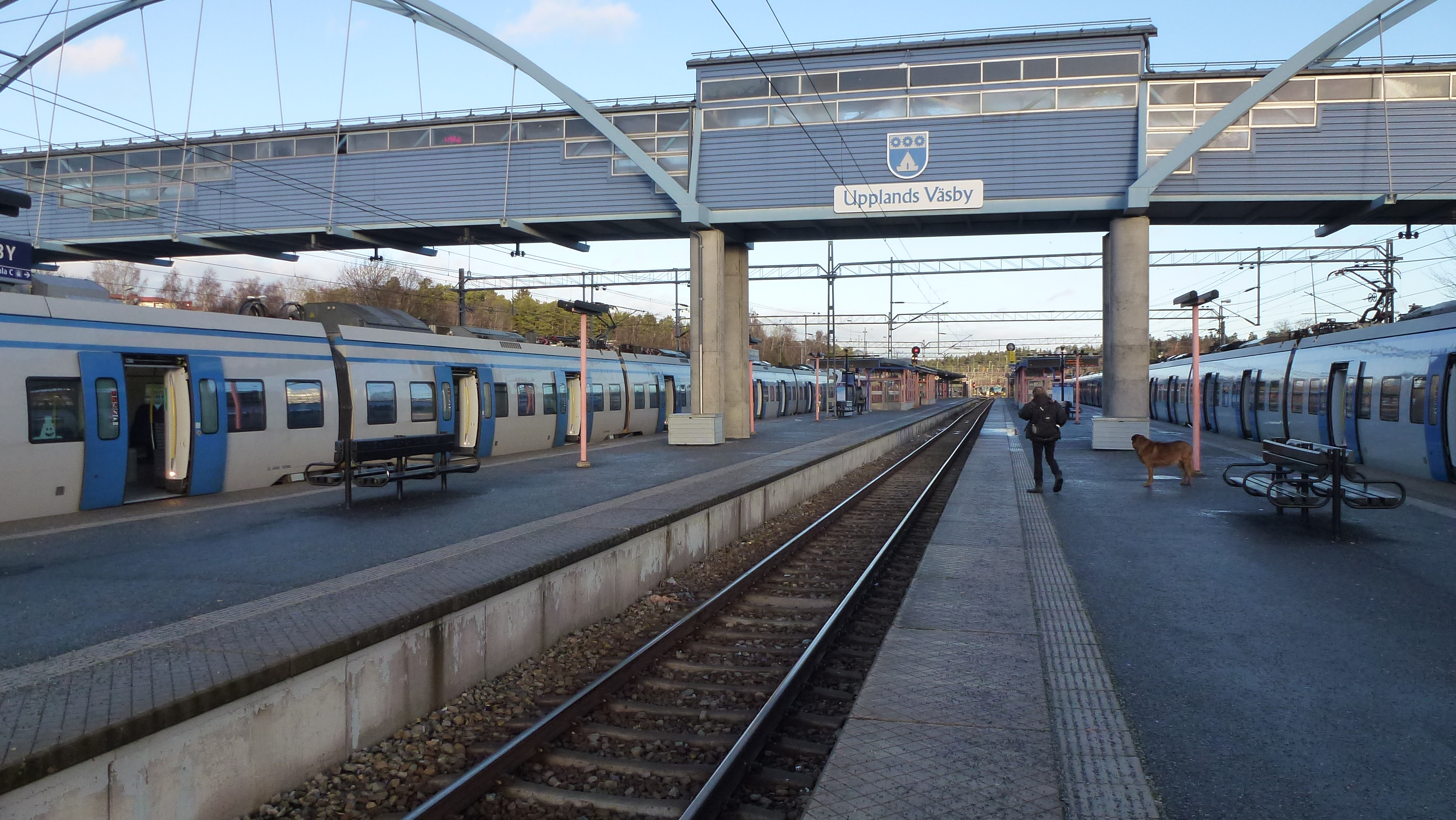
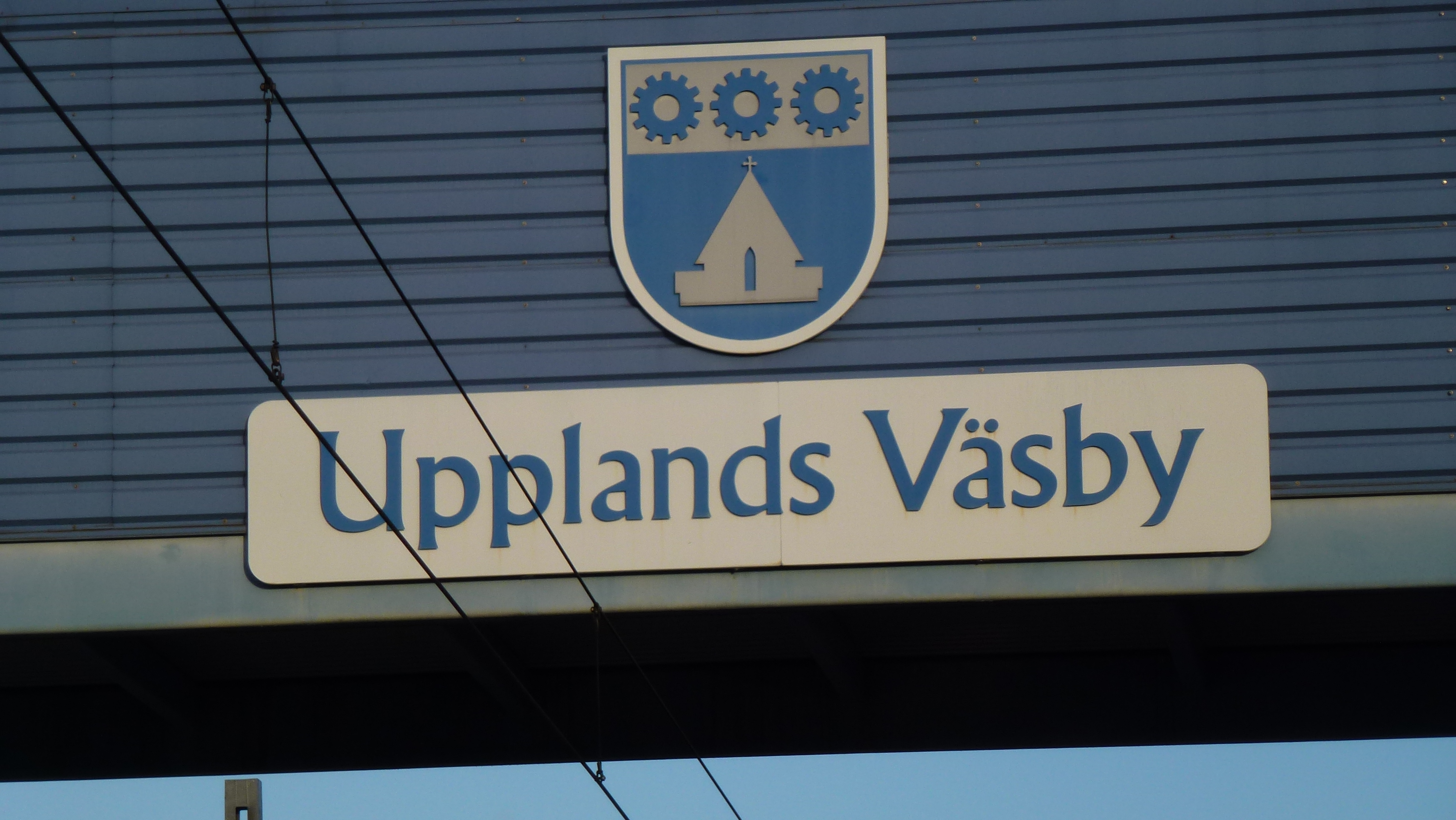
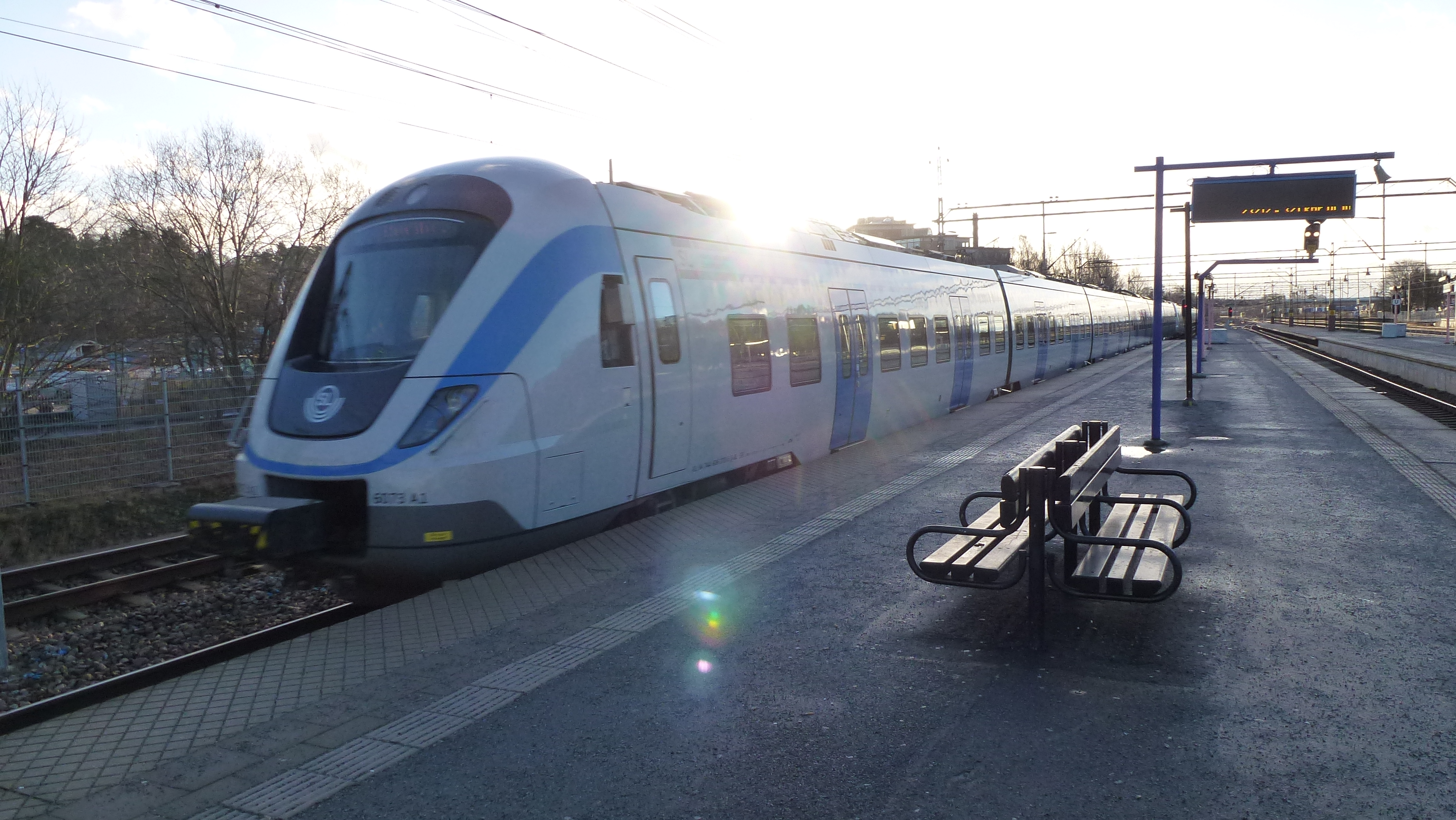
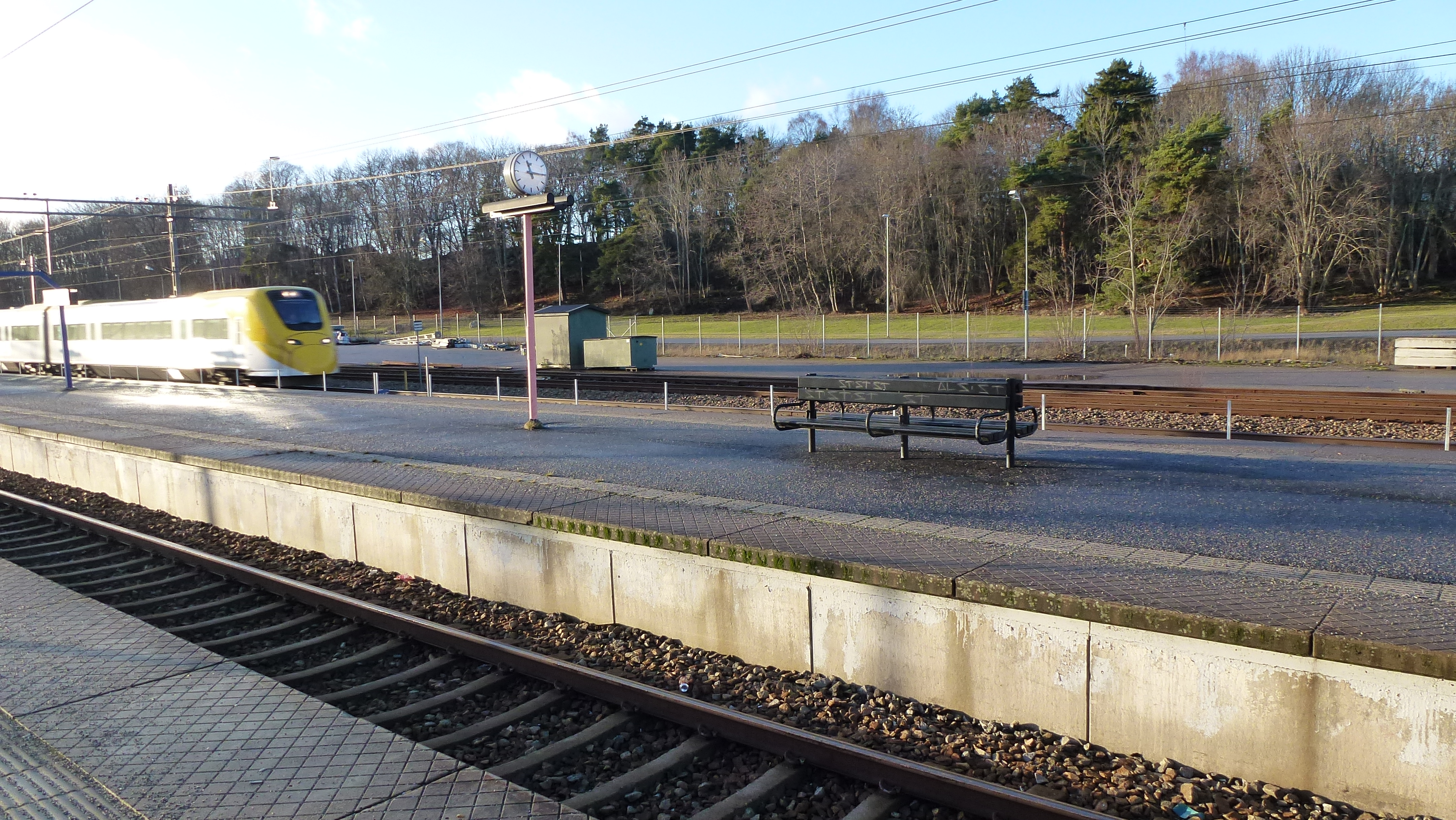
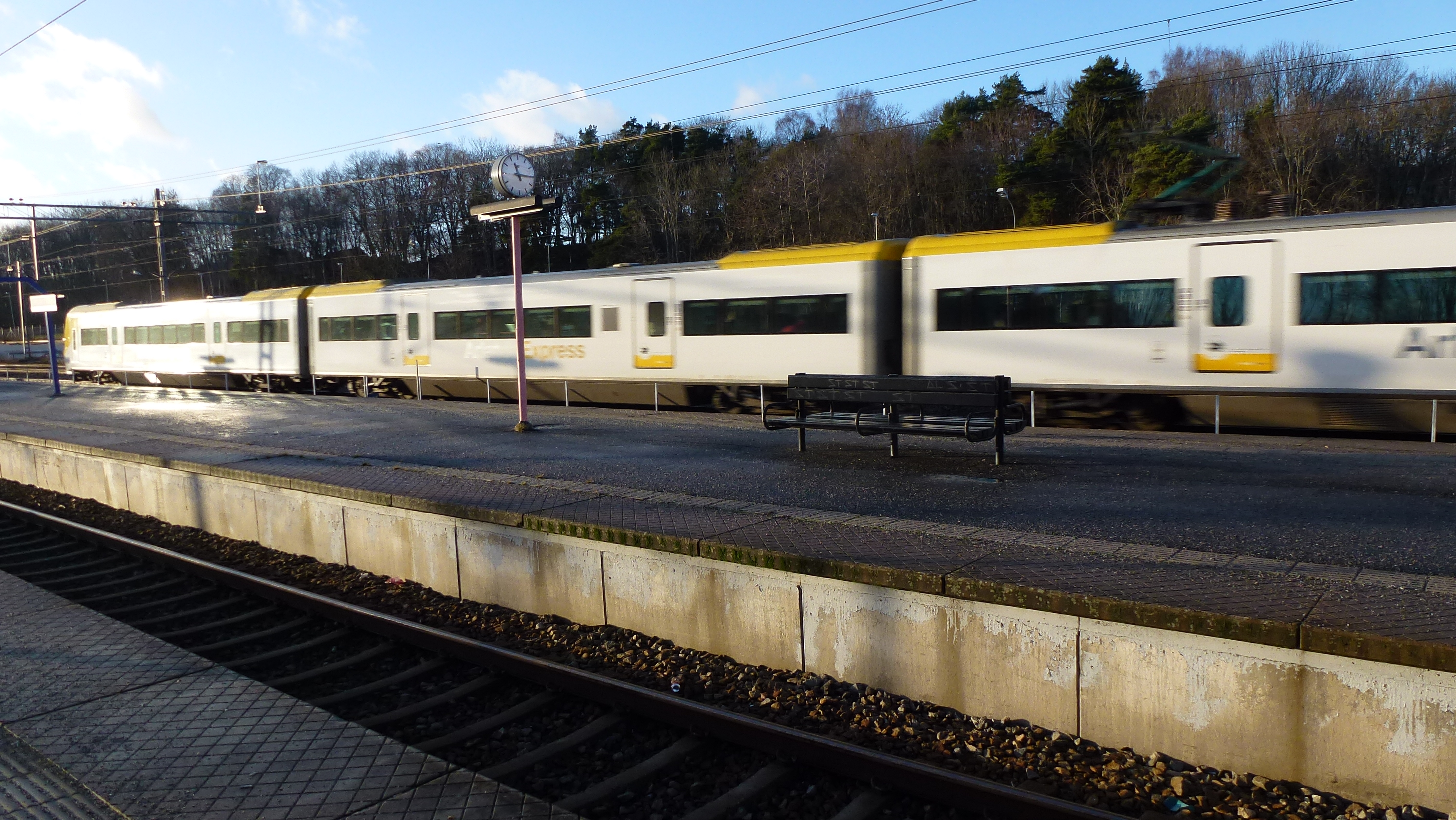
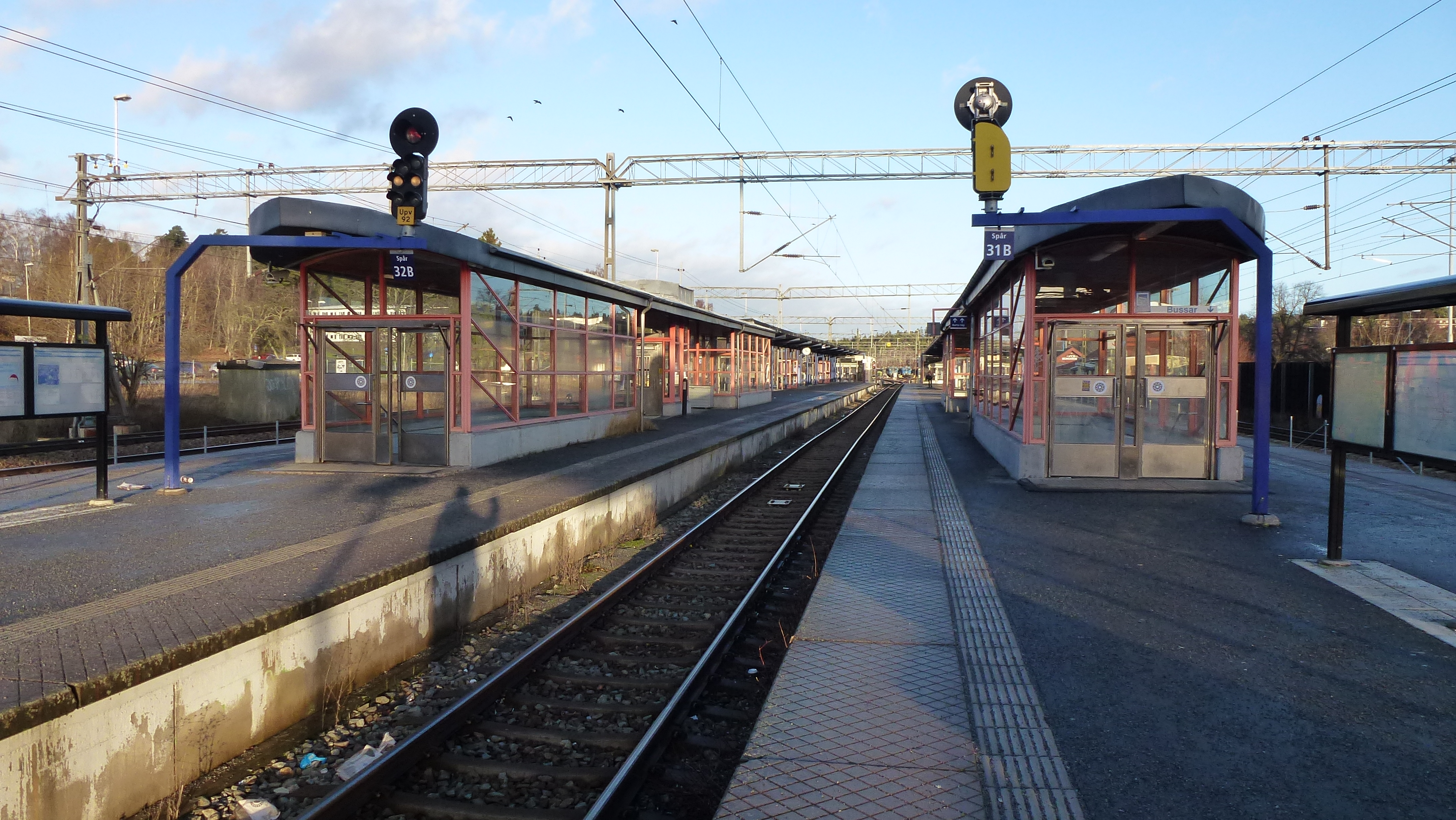
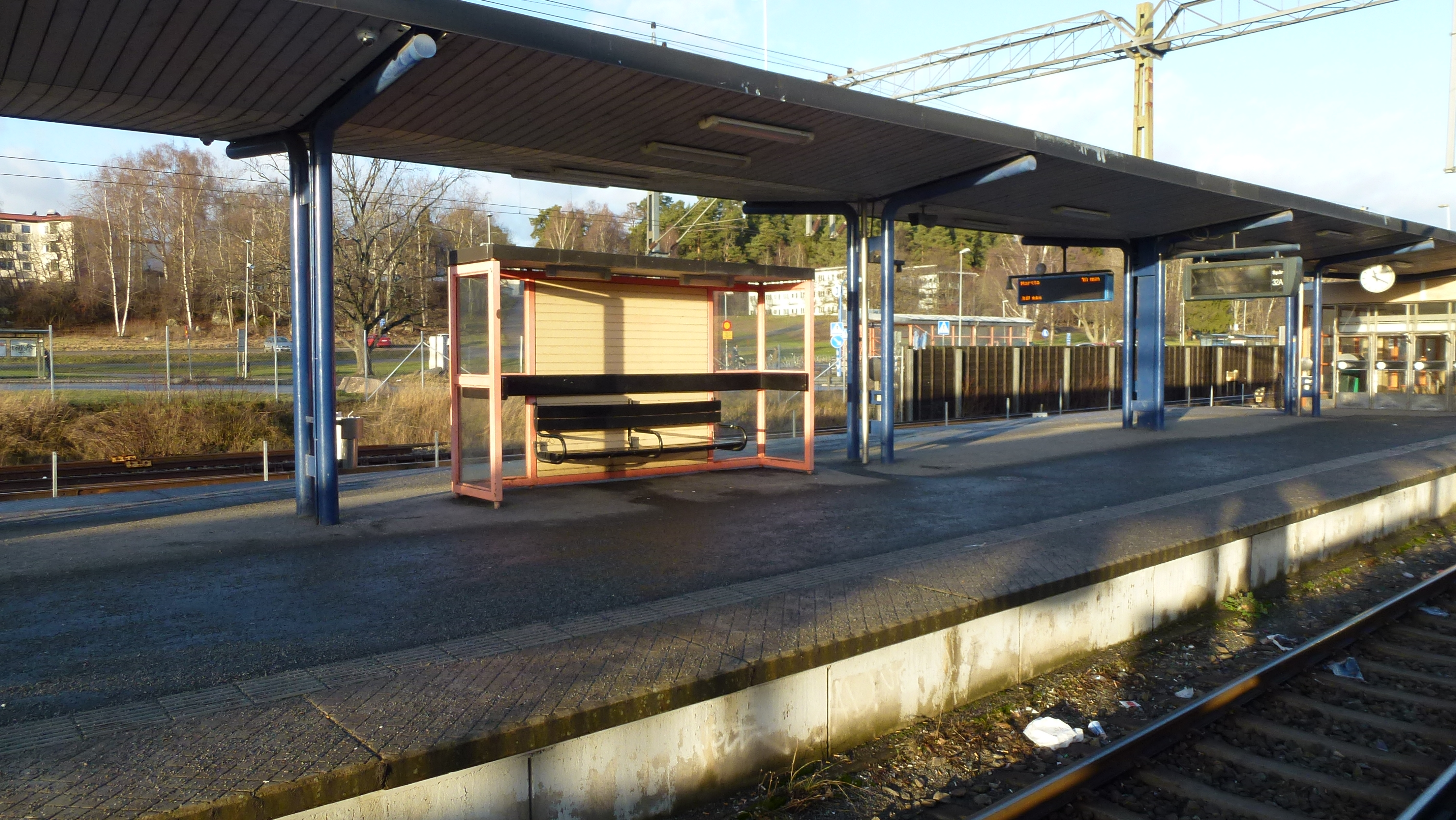
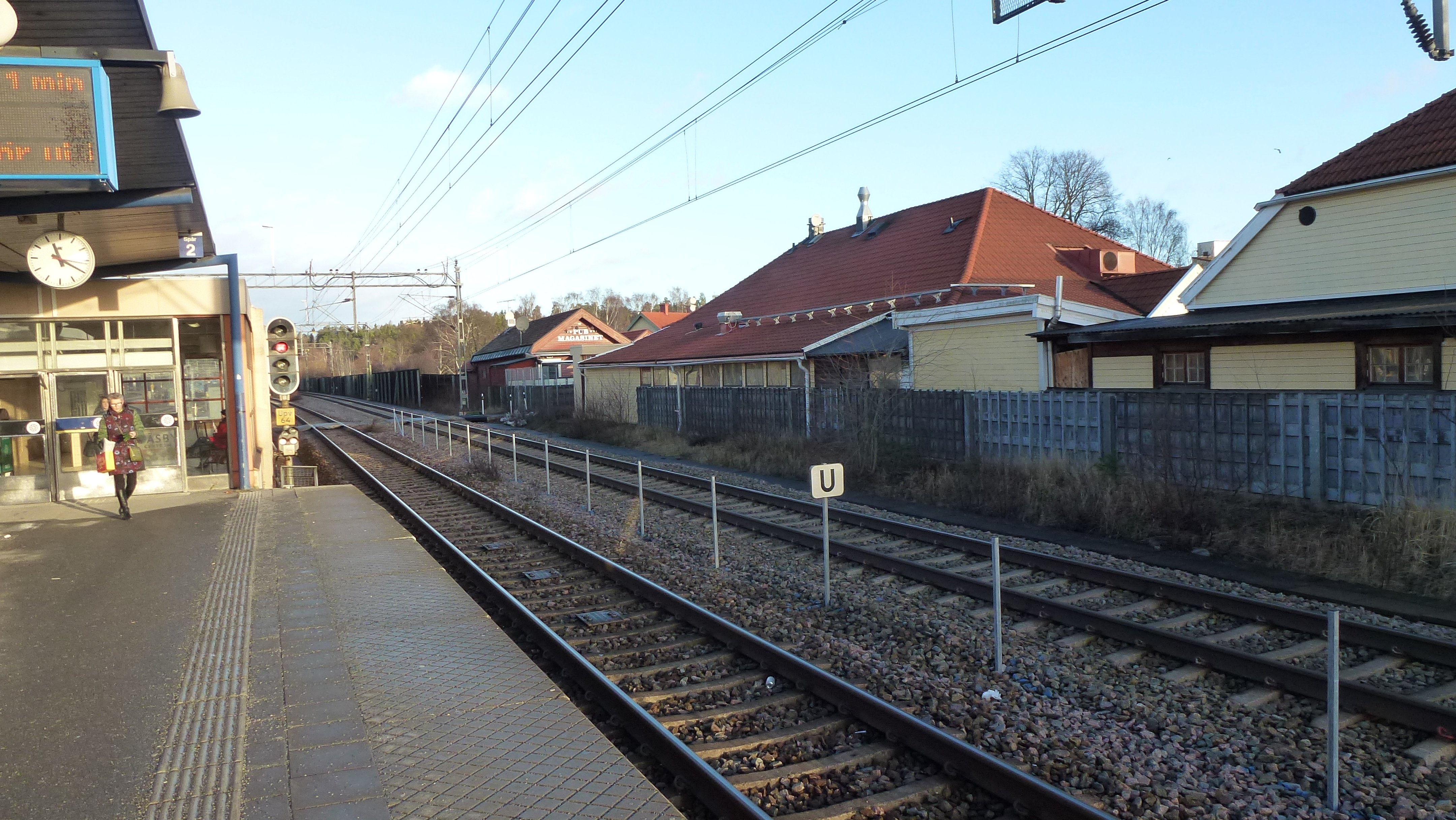
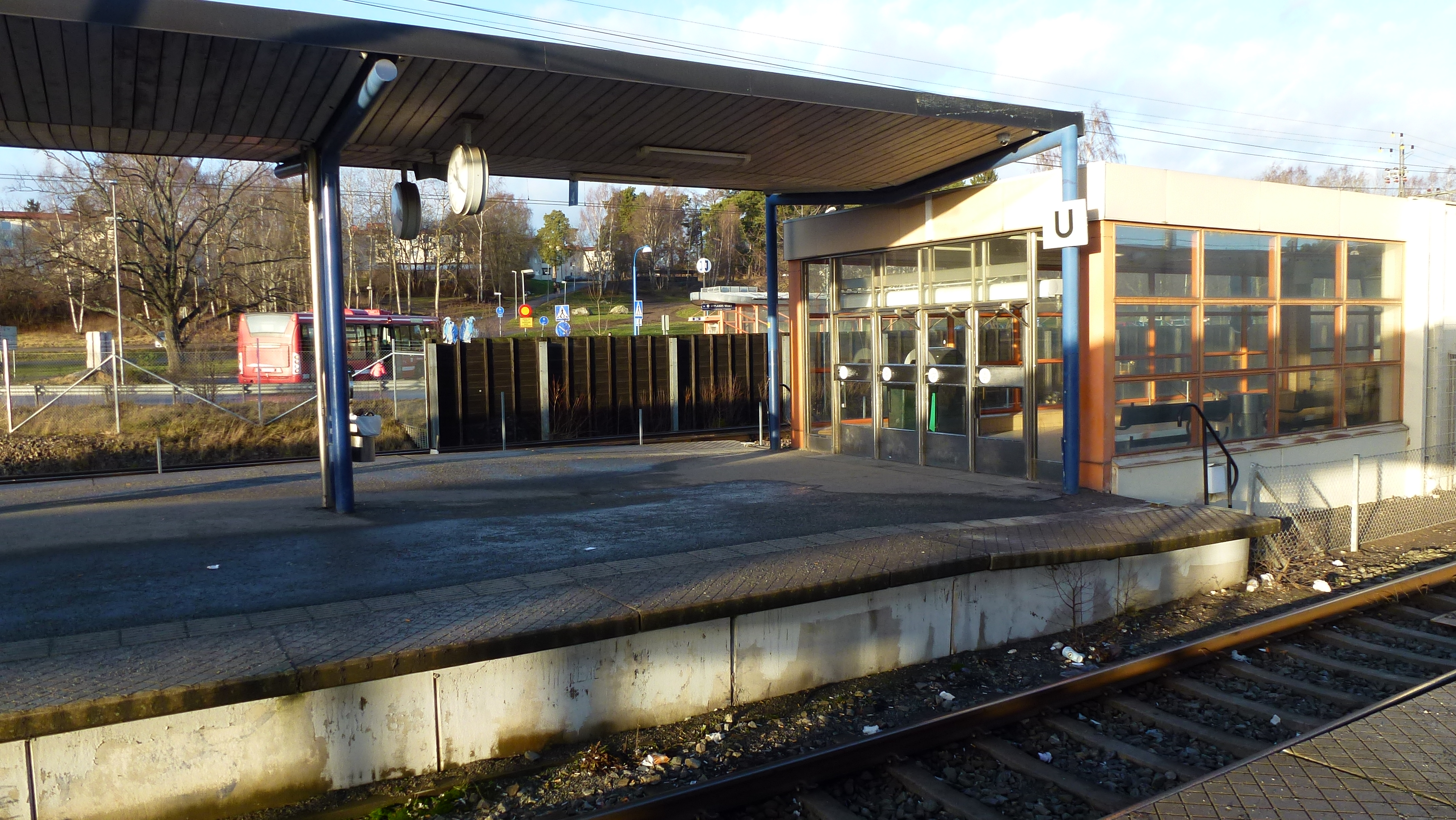
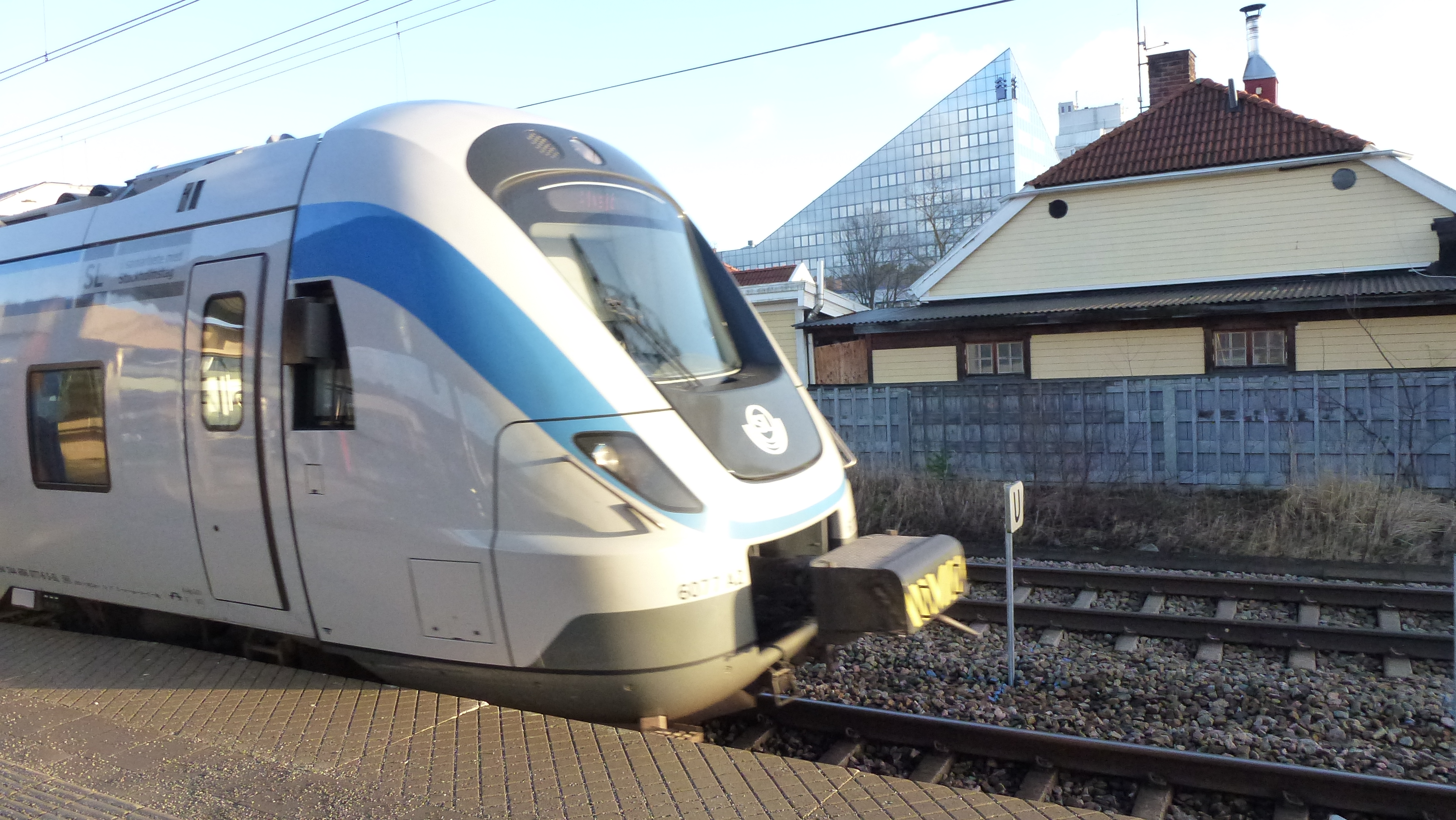
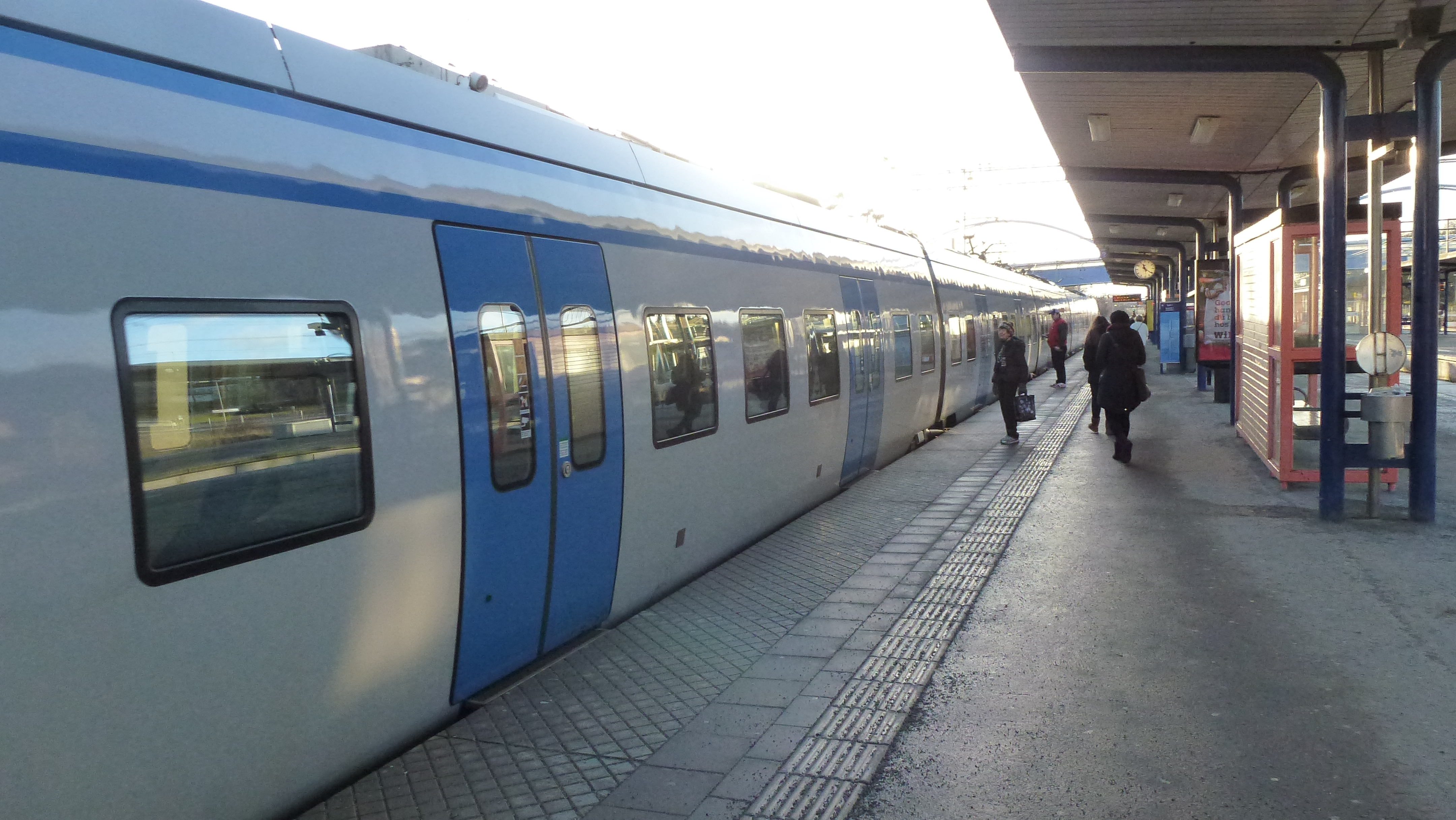

## Linie kolejowe
- Ostkustbanan